# Министерство транспорта и коммуникаций Республики Беларусь
Министерство транспорта и коммуникаций Республики Беларусь (Минтранс; бел. Міністэрства транспарту і камунікацый Рэспублікі Беларусь) — республиканский орган государственного управления, регулирующий деятельность автомобильного, железнодорожного, городского электрического, внутреннего водного, морского транспорта, гражданской авиации. С 28 июля 2023 года должность занимает Алексей Ляхнович.

## История
28 июля 1939 года был создан Народный комиссариат автомобильного транспорта БССР, который в 1946 году был преобразован в Министерство автомобильного транспорта БССР. В июне 1953 года его реорганизовали в Министерство дорожного и транспортного хозяйства, в ноябре — в Министерство автомобильного транспорта и шоссейных дорог БССР. 20 июня 1956 года Президиум Верховного Совета БССР изменил его статус с союзно-республиканское на республиканское (в связи с упразднением Министерства автомобильного транспорта и шоссейных дорог СССР). 12 июля министерству вновь получило название Министерство автомобильного транспорта БССР. С мая 1957 года по 23 апреля 1963 года вместо министерства действовало Главное управление автомобильного транспорта при Совете Министров БССР. Постановлением Совета Министров БССР от 17 июля 1956 года на базе Управления речного транспорта при Совете Министров БССР было образовано Главное управление речного флота при Совете Министров БССР.
На базе Минавтотранса БССР и Главного управления речного флота указом Президиума Верховного Совета БССР от 16 июня 1988 года было образовано Министерство транспорта БССР. В 1991 году переименовано в Министерство транспорта Республики Беларусь.
Постановлением Верховного Совета Республики Беларусь от 5 февраля 1993 года на базе Министерства транспорта было образовано Министерство транспорта и коммуникаций Республики Беларусь. Постановлением Совета Министров Республики Беларусь от 22 июля 1993 года № 491 в состав министерства были переданы Белорусская железная дорога и Белорусское управление гражданской авиации. В 1995—1996 годах гражданская авиация и железнодорожный транспорт были выведены из состава министерства указами Президента Республики Беларусь, но указом Президента Республики Беларусь от 5 мая 2006 года № 289 возвращены в его состав. Действующее Положение о министерстве было утверждено Постановлением Совета Министров Республики Беларусь от 31 июля 2006 года № 985.

## Структура
В структуре центрального аппарата министерства 1 департамент, 2 главных управлений, 4 управления, 5 отделов, 1 сектор:
- Департамент по авиации;
- Главное управление автомобильных дорог (преобразован из Департамента «Белавтодор» 1 июля 2013 года в рамках сокращения численности госслужащих[9]);
- Главное управление экономики и финансов;
- Управление программ развития и международного сотрудничества;
- Управление автомобильного и городского пассажирского транспорта;
- Управление морского и речного транспорта;
- Управление контроля и обеспечения деятельности;
- Отдел железнодорожного транспорта;
- Отдел организационной и правовой работы;
- Отдел распоряжения государственным имуществом;
- Отдел бухгалтерского учета и методологии;
- Отдел кадров;
- Сектор транспортной безопасности.

Министерству подчиняется ряд организаций в сфере автомобильного и водного транспорта, дорожного строительства, а также Белорусская железная дорога.

## Руководство
текущее руководство
- Министр: Алексей Ляхнович
- Первый заместитель министра: должность вакантна
- Заместители министра: Александрович Наталья Николаевна (с 2019), Дубина Сергей Станиславович (с 2020).

прежнее руководство
- Анатолий Андреев (1963—1984; министр автомобильного транспорта)
- Владимир Бородич (1984—1993; министр автомобильного транспорта до 1988, министр транспорта в 1988—1993)[10];
- Степан Шкапич (1993—1994);
- Александр Лукашов (1994—2001);
- Михаил Боровой (2001—2005);
- Владимир Сосновский (2005—2009);
- Иван Щербо (2009—2012);
- Анатолий Сивак (2012—2018);
- Алексей Авраменко (2019—2023);
- Алексей Ляхнович (с 28 июля 2023).